# NGC 3357
NGC 3357 је елиптична галаксија у сазвежђу Лав која се налази на NGC листи објеката дубоког неба.
Деклинација објекта је + 14° 5' 4" а ректасцензија 10h 44m 20,9s. Привидна величина (магнитуда) објекта NGC 3357 износи 13,0 а фотографска магнитуда 14,0. NGC 3357 је још познат и под ознакама UGC 5206, UGC 5854A, MCG 2-28-2, CGCG 66-6, PGC 32032.